# 釋如石
釋如石（1952年—），俗名陳玉蛟，台灣佛教人士與佛教僧侶。致力於宣揚藏傳佛教，曾漢譯數本藏語佛教文獻，包括入菩薩行論、宗義寶鬘等。曾評論印順的人間佛教思想，引發人間佛教定位討論。

## 生平
畢業於中央大學物理學，之後投入藏傳佛教研究。曾任中華佛學研究所暨法光佛研所教師，教授藏語。

## 印順思想的討論
2001年，發表了一系列文章。對於人間佛教的評判，其中釋如石認為印順等人的人間佛教，只強調人間佛教或阿含聖教的殊勝，不惜曲解、淺化和窄化大乘佛教，特別是傳統中國佛教的意涵，專門攻伐其弊短而遮蔽其美長，印順等人的人間佛教這樣不但有欠公允，而且也將造成中國佛教的嚴重傷害。並認為印順的見解有六項錯誤，包括了中論是阿含經的通論、佛弟子對佛的永恆懷念為大乘起源與開展的原動力、「五乘」果真是佛法原有的概念嗎？ 、密乘培養「害他以利己」的人等。
相關的支持收錄在《現代大乘起信論—如石法師論文集》，而反對的文章收錄在《世紀新聲: 當代臺灣佛教的入世與出世之爭》，包括了釋昭慧的《方法學上的惡劣示範—評如石法師「大乘起源與開展之心理動力」》，與江燦騰的《關於「後印順導師學」的批評問題—從陳玉蛟先生的兩篇書評談起》。

## 翻譯與著作
- 《入菩薩行導論、譯注、衍義》， 釋如石著 ，高雄市 : 諦聽文化， 1997[民86]。 9578818165 (平裝 ) 。
- 《菩提道燈抉微》， 釋如石著 ，臺北市 : 法鼓文化, 1997[民86]。9578473230 (平裝 ) 。
- 《阿姜查語錄之道次第輯要與禪宗會通》， 如石著 。高雄市 : 休休文教基金會, 民95。9572981013 (精裝 ) 。
- 《宗義寶鬘淺釋》，貢卻亟美汪波著; 釋如石譯; 釋法音釋高雄市 : 妙音佛學會, 2008.03。 	 9789868418806 (平裝 ) 。